# Matthew Le Tissier
Matthew Le Tissier (født 14. oktober 1968 i Saint Peter Port, Guernsey) er en tidligere professionel engelsk fodboldspiller, der tilbragte hele sin aktive karriere, fra 1986 til 2002, som offensiv midtbanespiller hos Southampton F.C. Han nåede at spille 444 kampe og score 162 mål for klubben, hvor han opnåede status som klublegende. 
Le Tissier spillede desuden otte kampe for Englands landshold. I 1990 blev han kåret til PFA Young Player of the Year, årets unge spiller i engelsk fodbold.